# Rutpela
Genre
Rutpela est un genre d'insectes coléoptères de la famille des Cerambycidae.

## Espèces rencontrées en Europe

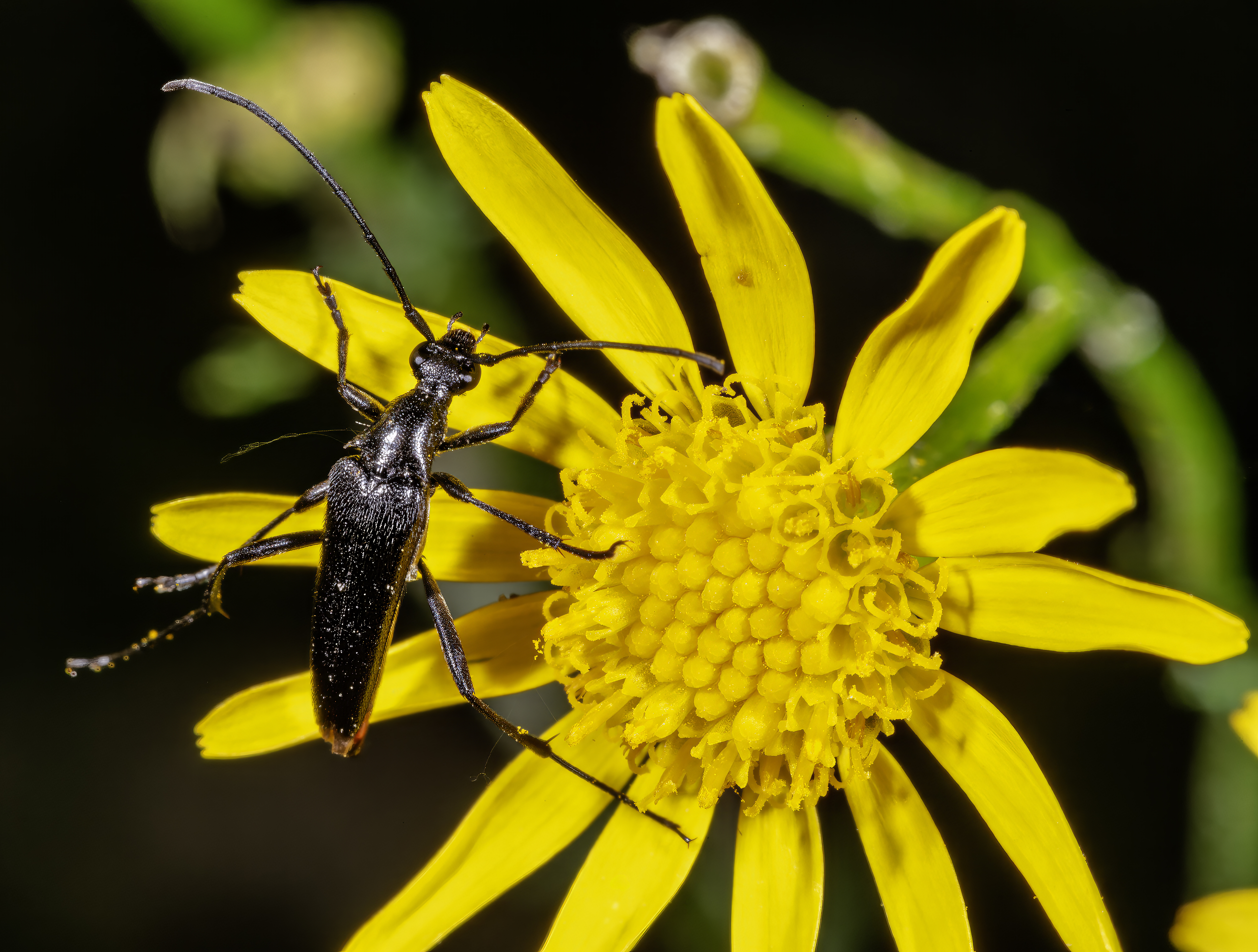
Rutpela (ex-Stenurella) nigra sur Senecio squalidus

- Rutpela maculata (Poda, 1761) - synonyme : Leptura (Rutpela) maculata Poda, 1761 - le Lepture tacheté[1].
- Rutpela (ex-Stenurella) nigra (Linnaeus, 1758)[2]

- Lepture : mot considéré féminin dans le Wiktionnaire.

## Liste d'espèces
- Rutpela inermis
- Rutpela maculata
- Rutpela nigra (ex-Stenurella) nigra